# Misterele de la castel
Misterele de la castel (titlul original: în cehă Tajemství hradu v Karpatech) este un film de comedie cehoslovac, realizat în 1981 de regizorul Oldřich Lipský, după romanul Castelul din Carpați al scriitorului Jules Verne, protagoniști fiind actorii Michal Dočolomanský, Evelyna Steimarová, Miloš Kopecký și Vlastimil Brodský.

## Distribuție
- Michal Dočolomanský – contele Felix Teleke din Tölökö
- Evelyna Steimarová – diva operei Salsa Verde
- Miloš Kopecký – baronul Robert Gorc din Gorceny
- Vlastimil Brodský – sluga Ignác
- Rudolf Hrušínský – omul de știință nebun, Orfanik
- Jan Hartl – pădurarul Vilja Dézi
- Jaroslava Kretschmerová – logodnica lui Dézi
- Augustín Kubán – Zutro alias Tóma Hluchoněmec
- Helena Růžičková – cântăreața
- Jiří Lír – prefectul

## Trivia
- Filmările au avut loc, printre altele, la Cetatea Čachtice, unde se află astăzi în acest sens o placă comemorativă.